# Lour (Bobonaro)
Lour ist ein osttimoresischer Suco im Verwaltungsamt Bobonaro (Gemeinde Bobonaro).

## Geographie
Lour liegt im Osten des Verwaltungsamts Bobonaro. Südlich von Lour liegt der Suco Molop, westlich der Suco Sibuni und nordwestlich der Suco Ai-Assa. Im Westen grenzt Lour an das Verwaltungsamt Zumalai (Gemeinde Cova Lima) mit seinen Sucos Lepo und Lour. Die Grenze zu Sibuni und Molop bildet der Fluss Loumea. Die Grenze zu Lour und einem Teil der Grenze zu Lepo folgt grob der Bemutin, ein Nebenfluss des Loumea.
Lour hat eine Fläche von 11,93 km² und teilt sich in die vier Aldeias Galitaz (Galitas, Gali Taz), Heliquei (Helikei), Olo-Olo und Tazgolo (Tasgolo, Taz Golo).
Im Norden liegt Tazgolo, der Hauptort des Sucos, mit dem Sitz des Sucos. Ihm folgen östlich des Zentrums die Dörfer Heliquei und Olo-Olo. An der Südspitze endet die Straße im Dorf Galitaz, das von drei Seiten vom Fluss Loumea umgeben ist. Der Berg Lour (791 m, Lage) erhebt sich westlich der Orte Heliquei und Olo-Olo.

## Einwohner
Im Suco leben 971 Einwohner (2022), davon sind 480 Männer und 491 Frauen. Im Suco gibt es 200 Haushalte. Etwa 95 % der Einwohner geben Bunak als ihre Muttersprache an. Eine kleine Minderheit sprechen Tetum Prasa.

## Infrastruktur
Nur eine kleine Straße durchquert von Norden kommend den Suco und verbindet die Siedlungen miteinander. Noch zur Parlamentswahlen in Osttimor 2007 war die Verbindung in den Suco so schlecht, dass die Wahlurnen für das Wahllokal in der Escola Primaria Lour per Hubschrauber transportiert werden mussten.
Neben der Grundschule Lour in Tazgolo gibt es noch eine weitere Grundschule im Ort Galitaz.
Anfang 2025 waren die 194 Haushalte in Olo-Olo und Galataz noch nicht an das nationale Stromnetz angeschlossen. Dort verwendet man weiterhin Lampen mit Brennstoffen und Solarmodule. In Heliquei hatte die Bevölkerung selbst Kabel und andere Technik gekauft und Bäume für Strommasten gefällt, um Elektrizität zu bekommen.

## Politik
Bei den Wahlen von 2004/2005 wurde Humberto Barreto zum Chefe de Suco gewählt. Bei den Wahlen 2009 gewann Alvaro dos Santos und 2016 Miguel Lopes Gomes. Er wurde 2023 in seinem Amt bestätigt.